# Lucas Lima (calciatore 1990)
Lucas Rafael Araujo Lima, meglio noto come Lucas Lima (Marília, 9 luglio 1990), è un calciatore brasiliano, centrocampista dello Sport Recife.

## Caratteristiche tecniche
Trequartista, può giocare come ala su entrambe le fasce.

## Carriera

### Club
Dal 2012 al 2013 ha giocato per l'Internacional.
Nel febbraio 2014 è passato al Santos. Nel gennaio 2018 si trasferisce al Palmeiras.

### Nazionale
Il 5 settembre 2015 fa il suo esordio ufficiale con la nazionale brasiliana, giocando da titolare, in amichevole contro la Costa Rica.
Il 13 novembre seguente segna contro l'Argentina la sua prima rete in nazionale in una partita valida per le qualificazioni ai mondiali di Russia 2018.
Viene convocato per la Copa América Centenario negli Stati Uniti.

## Statistiche

### Presenze e reti nei club
Statistiche aggiornate al 21 gennaio 2021.
| Stagione                | Squadra                 | Campionato              | Campionato | Campionato | Coppe nazionali | Coppe nazionali | Coppe nazionali | Coppe continentali | Coppe continentali | Coppe continentali | Altre coppe | Altre coppe | Altre coppe | Totale | Totale |
| Stagione                | Squadra                 | Comp                    | Pres       | Reti       | Comp            | Pres            | Reti            | Comp               | Pres               | Reti               | Comp        | Pres        | Reti        | Pres   | Reti   |
| ----------------------- | ----------------------- | ----------------------- | ---------- | ---------- | --------------- | --------------- | --------------- | ------------------ | ------------------ | ------------------ | ----------- | ----------- | ----------- | ------ | ------ |
| 2010                    | Inter de Limeira        | A1/SP                   | 30         | 6          | CB              | 0               | 0               | -                  | -                  | -                  | -           | -           | -           | 30     | 6      |
| 2011                    | Inter de Limeira        | A1/SP                   | 22         | 3          | CB              | 0               | 0               | -                  | -                  | -                  | -           | -           | -           | 22     | 3      |
| 2012                    | Inter de Limeira        | A1/SP                   | 23         | 1          | CB              | 0               | 0               | -                  | -                  | -                  | -           | -           | -           | 23     | 1      |
| Totale Inter de Limeira | Totale Inter de Limeira | Totale Inter de Limeira | 75         | 10         |                 | 0               | 0               |                    | -                  | -                  |             | -           | -           | 75     | 10     |
| 2012                    | Internacional           | PD/RS+A                 | 0+14       | 0          | CB              | 0               | 0               | -                  | -                  | -                  | -           | -           | -           | 14     | 0      |
| 2013                    | Internacional           | PD/RS+A                 | 2+0        | 0          | CB              | 0               | 0               | -                  | -                  | -                  | -           | -           | -           | 2      | 0      |
| Totale Internacional    | Totale Internacional    | Totale Internacional    | 2+14       | 0          |                 | 0               | 0               |                    | -                  | -                  |             | -           | -           | 16     | 0      |
| 2013                    | Sport Club              | PD/RS+A                 | 10+36      | 2+7        | CB              | 4               | 0               | CS                 | 3                  | 0                  | -           | -           | -           | 53     | 9      |
| 2014                    | Santos                  | CP+A                    | 4+35       | 1+3        | CB              | 10              | 1               | -                  | -                  | -                  | -           | -           | -           | 49     | 5      |
| 2015                    | Santos                  | CP+A                    | 18+31      | 1+4        | CB              | 11              | 1               | -                  | -                  | -                  | -           | -           | -           | 60     | 6      |
| 2016                    | Santos                  | CP+A                    | 25+17      | 2+2        | CB              | 5               | 1               | -                  | -                  | -                  | -           | -           | -           | 47     | 5      |
| 2017                    | Santos                  | CP+A                    | 8+25       | 2+1        | CB              | 4               | 0               | CL                 | 8                  | 0                  | -           | -           | -           | 43     | 3      |
| Totale Santos           | Totale Santos           | Totale Santos           | 163        | 16         |                 | 30              | 3               |                    | 8                  | 0                  |             | -           | -           | 201    | 19     |
| 2018                    | Palmeiras               | CP+A                    | 16+34      | 1+5        | CB              | 3               | 0               | CL                 | 7                  | 1                  | -           | -           | -           | 60     | 7      |
| 2019                    | Palmeiras               | CP+A                    | 13+23      | 0+1        | CB              | 4               | 0               | CL                 | 3                  | 0                  | -           | -           | -           | 43     | 1      |
| 2020                    | Palmeiras               | CP+A                    | 13+23      | 0+1        | CB              | 5               | 0               | CL                 | 4                  | 0                  | -           | -           | -           | 45     | 1      |
| 2021                    | Palmeiras               | CP+A                    | -          | -          | CB              | -               | -               | CL                 | -                  | -                  | -           | -           | -           | 43     | 3      |
| Totale Palmeiras        | Totale Palmeiras        | Totale Palmeiras        | 122        | 8          |                 | 12              | 0               |                    | 14                 | 1                  |             | -           | -           | 148    | 9      |
| Totale Carriera         | Totale Carriera         | Totale Carriera         | 422        | 43         |                 | 46              | 3               |                    | 25                 | 0                  |             | -           | -           | 493    | 46     |

### Cronologia presenze e reti in nazionale
| Cronologia completa delle presenze e delle reti in nazionale ― Brasile | Cronologia completa delle presenze e delle reti in nazionale ― Brasile | Cronologia completa delle presenze e delle reti in nazionale ― Brasile | Cronologia completa delle presenze e delle reti in nazionale ― Brasile | Cronologia completa delle presenze e delle reti in nazionale ― Brasile | Cronologia completa delle presenze e delle reti in nazionale ― Brasile | Cronologia completa delle presenze e delle reti in nazionale ― Brasile | Cronologia completa delle presenze e delle reti in nazionale ― Brasile |
| Data                                                                   | Città                                                                  | In casa                                                                | Risultato                                                              | Ospiti                                                                 | Competizione                                                           | Reti                                                                   | Note                                                                   |
| ---------------------------------------------------------------------- | ---------------------------------------------------------------------- | ---------------------------------------------------------------------- | ---------------------------------------------------------------------- | ---------------------------------------------------------------------- | ---------------------------------------------------------------------- | ---------------------------------------------------------------------- | ---------------------------------------------------------------------- |
| 5-9-2015                                                               | Harrison                                                               | Brasile                                                                | 1 – 0                                                                  | Costa Rica                                                             | Amichevole                                                             | -                                                                      | 67’                                                                    |
| 8-9-2015                                                               | Foxborough                                                             | Stati Uniti                                                            | 1 – 4                                                                  | Brasile                                                                | Amichevole                                                             | -                                                                      | 63’                                                                    |
| 8-10-2015                                                              | Santiago del Cile                                                      | Cile                                                                   | 2 – 0                                                                  | Brasile                                                                | Qual. Mondiali 2018                                                    | -                                                                      | 82’                                                                    |
| 13-10-2015                                                             | Fortaleza                                                              | Brasile                                                                | 3 – 1                                                                  | Venezuela                                                              | Qual. Mondiali 2018                                                    | -                                                                      | 65’                                                                    |
| 13-11-2015                                                             | Buenos Aires                                                           | Argentina                                                              | 1 – 1                                                                  | Brasile                                                                | Qual. Mondiali 2018                                                    | 1                                                                      | 60’ 64’                                                                |
| 17-11-2015                                                             | Salvador                                                               | Brasile                                                                | 3 – 0                                                                  | Perù                                                                   | Qual. Mondiali 2018                                                    | -                                                                      | 89’                                                                    |
| 25-3-2016                                                              | Recife                                                                 | Brasile                                                                | 2 – 2                                                                  | Uruguay                                                                | Qual. Mondiali 2018                                                    | -                                                                      | 84’                                                                    |
| 29-3-2016                                                              | Asunción                                                               | Paraguay                                                               | 2 – 2                                                                  | Brasile                                                                | Qual. Mondiali 2018                                                    | -                                                                      | 70’                                                                    |
| 29-5-2016                                                              | Commerce City                                                          | Panama                                                                 | 0 – 2                                                                  | Brasile                                                                | Amichevole                                                             | -                                                                      | 64’                                                                    |
| 3-6-2016                                                               | Pasadena                                                               | Brasile                                                                | 0 – 0                                                                  | Ecuador                                                                | Coppa America Centenario - 1º turno                                    | -                                                                      | 86’                                                                    |
| 8-6-2016                                                               | Orlando                                                                | Brasile                                                                | 7 – 1                                                                  | Haiti                                                                  | Coppa America Centenario - 1º turno                                    | 1                                                                      | 62’                                                                    |
| 11-6-2016                                                              | Foxborough                                                             | Perù                                                                   | 1 – 0                                                                  | Brasile                                                                | Coppa America Centenario - 1º turno                                    | -                                                                      | 72’                                                                    |
| 6-10-2016                                                              | Natal                                                                  | Brasile                                                                | 5 – 0                                                                  | Bolivia                                                                | Qual. Mondiali 2018                                                    | -                                                                      |                                                                        |
| 25-1-2017                                                              | Rio de Janeiro                                                         | Brasile                                                                | 1 – 0                                                                  | Colombia                                                               | Amichevole                                                             | -                                                                      | 49’ 69’                                                                |
| Totale                                                                 |                                                                        | Presenze                                                               | 14                                                                     |                                                                        | Reti                                                                   | 2                                                                      |                                                                        |

## Palmarès

### Club

#### Competizioni statali
- Campionato paulista: 2

Santos: 2015, 2016
- Campionato Pernambucano: 1

Sport Recife: 2024

#### Competizioni nazionali
- Campionato brasiliano: 1

Palmeiras: 2018

#### Competizioni internazionali
- Coppa Libertadores: 1

Palmeiras: 2020